# Rembert Ramsauer
Rembert Ramsauer (* 1910 in Oldenburg (Oldb); † 1955) war ein deutscher Wissenschaftshistoriker.
Ramsauer wurde 1935 an der Universität Kiel bei Karl Lothar Wolf promoviert über Daniel Sennert (Die Atomistik des Daniel Sennert: als Ansatz zu einer deutschartig-schauenden Naturforschung und Theorie der Materie im 17. Jahrhundert). Mit seinem Lehrer Wolf und einigen anderen war er Vertreter der sogenannten Deutschen Chemie. In den 1930er Jahren war er am Saarpfälzischen Institut für Landes- und Volksforschung.
Er war Mitglied der Münchner Kopernikus-Gesamtausgabe unter Fritz Kubach und Autor einer Kopernikus-Biographie.
Nach dem Zweiten Weltkrieg kam es wieder zu einer Zusammenarbeit mit Wolf, der in der Pfalz ein Institut für Grenzflächenchemie aufbaute. Das führte auch zu mehreren Publikationen von Ramsauer.

## Schriften
- Nicolaus Coppernicus, Wandler des Weltbildes, Berlin: G. Lüttke 1943
- Die Atomistik des Daniel Sennert: als Ansatz zu einer deutschartig-schauenden Naturforschung und Theorie der Materie im 17. Jahrhundert, Vieweg 1935
- Friedrich Casimir Medicus und die naturwissenschaftlichen Probleme des 18. Jahrhunderts, Saarpfälzische Abhandlungen zur Landes- und Volksforschung, 2, Kaiserslautern, Westpfalz-Verlag 1938
- mit Lothar Wolf:  Die Atomistik des Daniel Sennert. In: Zeitschrift für die gesamten Naturwissenschaften. Jahrgang 1, 1935, S. 357–360
- Zur Geschichte des Quecksilberbergbaues und der Quecksilberscheidkunst in der Nordpfalz. – In: Technikgeschichte, Band 28, 1939, S. 144–155
- Jung-Stilling (1740–1817) als Naturforscher, in: Sudoffs Archiv, Band 30, 1937/38, S. 282